# フミ・ササダ
フミ・ササダ（ふみささだ、1952年9月16日 - ）は、日本のグラフィックデザイナー、クリエイティブディレクター。
株式会社ブラビス・インターナショナル代表取締役社長。社団法人日本パッケージデザイン協会理事長。

## 略歴
奨学生として渡米し、ロサンゼルス市立ルーズベルトハイスクール卒業後、カリフォルニア州立大学ロサンゼルス校商学部経営学科入学。同大学芸術学部卒業後、アートセンターカレッジオブデザインに入学。同校卒業後ランドーアソシエイツサンフランシスコ本社にデザイナーとして入社。1983年にクリエイティブディレクターとして東京オフィスに出向。1992年ランドーアソシエイツ日本代表兼副社長に就任。1996年ブラビス・インターナショナル設立。

## 受賞歴
- 1978年　米国プリント誌表紙デザインコンテスト 最優秀賞
- 1978年　ニューヨークアートディレクターズクラブ メリット賞
- 1986年　殖産住宅サイン計画にて東京都屋外広告物コンクールにて準優秀賞
- 1992年　アクティオCI計画CSデザイン賞サイン部門銀賞
- 1998年　「キリン午後の紅茶」社団法人日本印刷産業連合会主催JPCコンペティションにおいて通商産業大臣賞
- 1998年　NECコンピュータ周辺機器パッケージがBDAゴールドアワードコンペティションにおいて金賞
- 1999年　プロミスのサインが第29回POPAI-JAPAN SHOWアワード・コンテストにおいて金賞受賞
- 2002年　キリン氷結果汁が第1回PDAゴールデンマーメイド賞においてシルバーマーメイド賞
- 2003年　社団法人日本パッケージデザイン協会パッケージデザイン大賞において「キリン氷結」が特別賞
- 2006年　社団法人日本パッケージデザイン協会パッケージデザイン大賞において「カゴメ野菜一日これ一本」が部門賞
- 2006年　APD上海において「キリン氷結プレミアム」がAPD上海賞を受賞
- 2008年　東京カンパネラが、PENTAWARDS Food CategoryにおいてGold Awardを受賞
- 2008年　メルシャン オー・ド・ヴィーが、PENTAWARDS Luxuary Categoryにおいて Bronze Awardを受賞

## その他
- 1984年　日本大学芸術学部特別講師
- 1989年　PDCパッケージデザイン協会会員及びゴールドアワードアジア地区代表審査員
- 1993年　青山製図学院グラフィックデザイン学科非常勤講師 CI担当
- 1993年　長野オリンピック組織委員会 公式ポスター選考委員
- 1996年　日本パッケージデザイン協会会員
- 1997年　日本CI会議体会員
- 1997年　在日米国商工会議所会員
- 1998年　アメリカングラフィックアート協会会員
- 1998年　ブランドデザイン協会会員(USA)
- 2000年　ヨーロッパパッケージデザイン(PDA)協会理事
- 2006年　(社)日本パッケージデザイン協会　理事長就任
- 2007年　PENTAWARDS日本代表審査員